# Język sandawe
Język sandawe – język khoisan używany w Tanzanii, w regionie Dodoma, w dystrykcie Kondoa, w obszarze pomiędzy rzekami Bubu i Mponde. Większość jego użytkowników posługuje się również suahili.

## Dialekty
- bisa
- telha

## Gramatyka
Szyk zdania przybiera porządek SOV.